# هلند–رنتوس
هلند–رنتوس (به انگلیسی: Holland–Rantos) نام یک شرکت تولیدکنندهٔ ابزار پیشگیری از بارداری بود. طرفداران پیشگیری از بارداری شرکت هلند–رنتوس را در سال ۱۹۲۵ با هدف افزایش دسترسی ابزار پیشگیری از بارداری با کیفیت بالا تأسیس کردند که به‌طور خاص به تولید دیافراگم که روش پیشنهادی مارگارت سنگر بود می‌پرداخت.